# 6 (musikalbum)
6 är ett studioalbum av det japanska rockbandet MUCC, släppt den 26 april 2006. Det var det första av MUCC:s album som släpptes någorlunda samtidigt både i Japan och Europa (den europeiska utgåvan började säljas den 12 maj). 6 innehåller nio spår och speltiden på 31 minuter gör albumet till MUCC:s kortaste hittills. Enligt bandets gitarrist Miya är albumet B-sidan till deras tidigare album Houyoku, släppt den 23 november 2005.
I Japan nådde skivan som bäst plats 29 på Oricons albumstopplista, detta efter att 8 253 exemplar sålts under första försäljningsveckan.

## Låtlista
1. "666"
2. "Kuukyo na Heya" (空虚な部屋)
3. "Akai sora" (赤い空)
4. "Haribote no Otona" (はりぼてのおとな)
5. "Forty six" (フォーティーシックス)
6. "Kami no Hoshi" (神の星)
7. "Haru, kaze no fuita Hi" (春、風の吹いた日)
8. "Yuubeni" (夕紅)
9. "Haruka" (遥か)